# Ejército del Distrito Norte
El Ejército del Distrito Norte (北部軍 Hokubugun) era un ejército del Ejército Imperial Japonés, responsable de la defensa de la región norte de las islas de origen japonés, incluyendo Hokkaidō, Karafuto y las islas Chishima.

## Historia
El 1 de agosto de 1935, los territorios de origen japonés se dividieron administrativamente en seis regiones geográficas con el propósito de reclutar, organizar la defensa civil y las fortificaciones. El 2 de diciembre de 1940, el Ejército del Norte se formó bajo la jurisdicción general del Mando de Defensa General. El 1 de agosto de 1941, el Ejército del Norte perdió la 57.ª División que fue enviada a Manchukuo.
Formado principalmente como una milicia y una fuerza de entrenamiento, el 11 de febrero de 1943, el Ejército del Norte pasó a llamarse Ejército del Distrito del Norte y quedó bajo el mando directo del Cuartel General Imperial.
Hacia el final de la Segunda Guerra Mundial, como la situación parecía cada vez más desesperada para Japón, el Ejército del Área Norte se convirtió en el 5.º Ejército Japonés de Área el 10 de marzo de 1944. Se reactivó como el Ejército del Distrito Norte el 1 de febrero de 1945 con su cuartel general, su comando administrativo y sus efectivos unidos al 5.º Ejército Japonés de Área.

## Comandantes

### Oficiales al mando
|   | Nombre                             | Desde                  | Hasta                  |
| - | ---------------------------------- | ---------------------- | ---------------------- |
| 1 | Teniente General Kisaburo Hamamoto | 2 de diciembre de 1940 | 1 de agosto de 1942    |
| 2 | General Kiishiro Higuchi           | 1 de agosto de 1942    | 10 de marzo de 1944    |
| 3 | General Kiishiro Higuchi           | 1 de febrero de 1945   | 1 de diciembre de 1945 |

### Jefes de Estado Mayor
|   | Nombre                            | Desde                  | Hasta               |
| - | --------------------------------- | ---------------------- | ------------------- |
| 1 | Teniente General Matsujiro Kimura | 2 de diciembre de 1940 | 10 de marzo de 1944 |